# Джеф Кини
Джеф Кини (на английски: Jeff Kinney) е американски гейм дизайнер, аниматор, продуцент, актьор, и писател на бестселъри в жанра графичен роман за деца.

## Биография и творчество
Джеф Кини е роден на 19 февруари 1971 г. във Форт Вашингтон, Мериленд, САЩ. Има по-големи брат и сестра и по-малък брат. Завършва в гимназия „Епископ Макнамара“ във Форествил, Мериленд. Учи в университета на Мериленд в Колидж Парк в началото на 90-те. Там решава да стане художник и прави комиксовата поредица Igdoof, която публикува в университетския вестник „Чeрният диамант“. Успехът на поредицата го насърчава да се занимава с комикси.
След дипломирането си работи като дизайнер на вестници и компютърен програмист. През 1998 г. започва да създава своя графичен роман „Дневникът на един дръндьо“ и работи по него в продължение на 6 години. В него се разказва за дръндьото (неудачника) Грег Хефли и неговите перипетии в училище и вкъщи. През периода от 2004 г. до юни 2005 г. го публикува като серия в сайта Funbrain.com. Онлайн изданието става хит с над 20 милиона посещения. През 2007 г., по молба на читателите, е публикувано първото печатно издание. Графичният роман веднага става бестселър №1 в списъка на „Ню Йорк Таймс“ и дава началото на известната поредица, която е издадена в над 60 милиона екземпляра по света.
От 2010 г. започва филмиране на поредицата „Дневникът на един дръндьо“ в игрални филми с участието на Закари Гордън, Робърт Капрон и Рейчъл Харис. В тях Джеф Кини е изпълнителен продуцент, и участва като актьор в епизодични роли.
Джеф Кини работи като директор по дизайн на интернет-издателска компания в Бостън. Един от създателите е през 2007 г. на детския сайт Poptropica.com.
Джеф Кини живее със семейството си в Плейнвил, Масачузетс.

## Произведения

### Поредица „Дневникът на един дръндьо“ (Diary of a Wimpy Kid)
1. Diary of a Wimpy Kid (2007)
Хрониките на Грег Хефли, изд. „Дуо дизайн“ (2010), прев. Михаил Балабанов
2. Rodrick Rules (2008)
Родрик командори, изд. „Дуо дизайн“ (2011), прев. Михаил Балабанов
3. The Last Straw (2009)
Чашата преля, изд. „Дуо дизайн“ (2012), прев. Михаил Балабанов
4. Dog Days (2009)
Горещници, изд. „Дуо дизайн“ (2012), прев. Михаил Балабанов
5. The Ugly Truth (2010)
Грозната истина, изд. „Дуо дизайн“ (2013), прев. Михаил Балабанов
6. Cabin Fever (2011)
В плен на снега, изд. „Дуо дизайн“ (2014), прев. Михаил Балабанов
7. The Third Wheel (2012)
Двама са малко, трима са много, изд. „Дуо дизайн“ (2016), прев. Михаил Балабанов
8. Hard Luck (2013)
Кофти късмет, изд. „Дуо дизайн“ (2016), прев. Михаил Балабанов
9. The Long Haul (2014)
Искам вкъщи, изд. „Дуо дизайн“ (2017), прев. Михаил Балабанов
10. Old School (2015)
Доброто старо време, изд. „Дуо дизайн“ (2017), прев. Михаил Балабанов
11. Double Down (2016)
Под пара, изд. „Дуо дизайн“ (2018), прев. Михаил Балабанов
12. The Getaway (2017)
Семейна идилия, изд. „Дуо дизайн“ (2019), прев. Михаил Балабанов
13. The Meltdown (2018)
Снегояд, изд. „Дуо дизайн“ (2019), прев. Михаил Балабанов
14. Wrecking Ball (2019)
От нищо нещо, изд. „Дуо дизайн“ (2020), прев. Михаил Балабанов
15. The Deep End (2020)
В дълбоки води, изд. „Дуо дизайн“ (2021), прев. Михаил Балабанов
16. Big Shot (2021)
На висота, изд. „Дуо дизайн“ (2022), прев. Михаил Балабанов
17. Diper Overlode (2022)
Роден за рок, изд. „Дуо дизайн“ (2022), прев. Михаил Балабанов
18. No Brainer (2023)

- The Wimpy Kid Movie Diary (2017)
Кинодневникът на един дръндьо : следващият, моля! , изд. „Дуо дизайн“ (2020), прев. Михаил Балабанов

### Поредица „Хрониките на Раули Джеферсън“ (Rowley Jefferson's journal)
1. Diary of an Awesome Friendly Kid: Rowley Jefferson's Journal (2019)
Небивалиците на един ДърДорКо, изд. „Дуо дизайн“ (2020), прев. Михаил Балабанов
2. Rowley Jefferson's Awesome Friendly Adventure (2020)
Невероятните приключения на един ДърДорКо, изд. „Дуо дизайн“ (2021), прев. Михаил Балабанов
3. Rowley Jefferson's Awesome Friendly Spooky Stories (2021)
Призрачните патила на един ДърДорКо, изд. „Дуо дизайн“ (2021), прев. Михаил Балабанов

### Комикси
1. Igdoof! (1998)
2. Igdoof and Enemies (1998)
3. Igdoof's Dream (1998)

### Новели
- Unaccompanied Minors (2011)

### Документалистика
- Diary of a Wimpy Kid Non Fiction
- Diary of a Wimpy Kid Do-it-yourself Book (2008)
Дръндьото: Направи-си-сам книга, изд. „Дуо дизайн“ (2013), прев. Михаил Балабанов
- Diary of a Wimpy Kid Movie Calendar 2011 (2010)
- The Wimpy Kid Movie Diary (2010)
Кинодневникът на един дръндьо: как Грег Хефли покори Холивуд, изд. „Дуо дизайн“ (2018), прев. Михаил Балабанов
- How Greg Heffley Went Hollywood: The Wimpy Kid Movie Diary (2011)
- The Wimpy Kid 2013 Calendar (2012)
- The Wimpy Kid 2014 Wall Calendar (2013)
- Diary of a Wimpy Kid with Journal (2013)
- Greetings from Wherever You Are: A Wimpy Kid Postcard Book (2014)

### Филмография
- Diary of a Wimpy Kid (2010)
- Diary of a Wimpy Kid: Rodrick Rules (2011) – актьор в ролята на бащата на Холи
- Diary of a Wimpy Kid: Dog Days (2012) – актьор в ролята на господин Хил